# Занковский, Илья Николаевич
Илья Николаевич Занковский (Заньковский) (1832—1919) — русский художник польского происхождения, живописец и график, многие годы живший на Кавказе. Известен своими кавказскими пейзажами. 

## Биография
Родился в 1832 году, недалеко от Кракова, получил военное образование. В 1862—1863 годах в качестве вольнослушателя посещал Императорскую Академию художеств в Санкт-Петербурге. Затем уехал на Кавказ, жил в Тифлисе, служил при Военно-топографическом отделе Кавказского военного округа. В архиве Академии художеств хранится документ, в котором говорится: 

(Выдан) из Императорской академии художеств, ученику ее подпоручику Илье Николаевичу Занковскому в том, что он отправляется для художественных занятий в южные губернии России сроком по двадцатое число октября сего 1864 года, почему на заставах начальствующие благоволят чинить ему свободный пропуск туда и обратно и при занятиях его в случае надобности оказывать законное содействие. Во уверение чего и дано ему, Занковскому, сие свидетельство с приложением академической печати. Санкт-Петербург. Апреля 29 дня 1864 года.
Многие свои картины и акварели И. Н. Занковский посвятил Кавказу, среди них: «Эльбрус» (акварель), «Гора Арарат», «Дарьяльское ущелье», «Вид Главного хребта» (1892), «Альбер-Хох», «Военно-грузинская дорога», «Гора Ушба» и другие. Картина «Дорога в Кахетию» была приобретена императором Александром III для Гатчинского дворца. 
С 1888 года Илья Николаевич регулярно участвовал в выставках Кавказского общества поощрения изящных искусств, Общества взаимопомощи кавказских художников и Общества русских акварелистов. Занковский был преподавателем в художественных заведениях Тифлиса — в Рисовальной школе Кавказского общества поощрения изящных искусств (с конца 1880-х), в Школе живописи и скульптуры (по 1910 год). 
Скончался в 1919 году, в Тифлисе, там же похоронен.

## Творческое наследие
Картины Занковского хранятся в музеях: Государственном Русском музее — «Горный аул в лунную ночь», «Вид с горы Гуниб на ущелье»; Нижегородском художественном музее — «Сурали» (акварель, 1888); Омском музее изобразительных искусств — «Кавказ»; Одесском художественном музее – «В лесу», «В степи»; Азербайджанском музее искусств — «Казбек на рассвете», «Горная цепь», «Вид Эривани и Арарат», а также в Дагестанском музее изобразительных искусств имени П. С. Гамзатовой, Кисловодском мемориальном музее художника Н. А. Ярошенко, в частных коллекциях в России и за рубежом.
В 2009 году в городе Москве прошла выставка работ И. Н. Занковского.

## Галерея

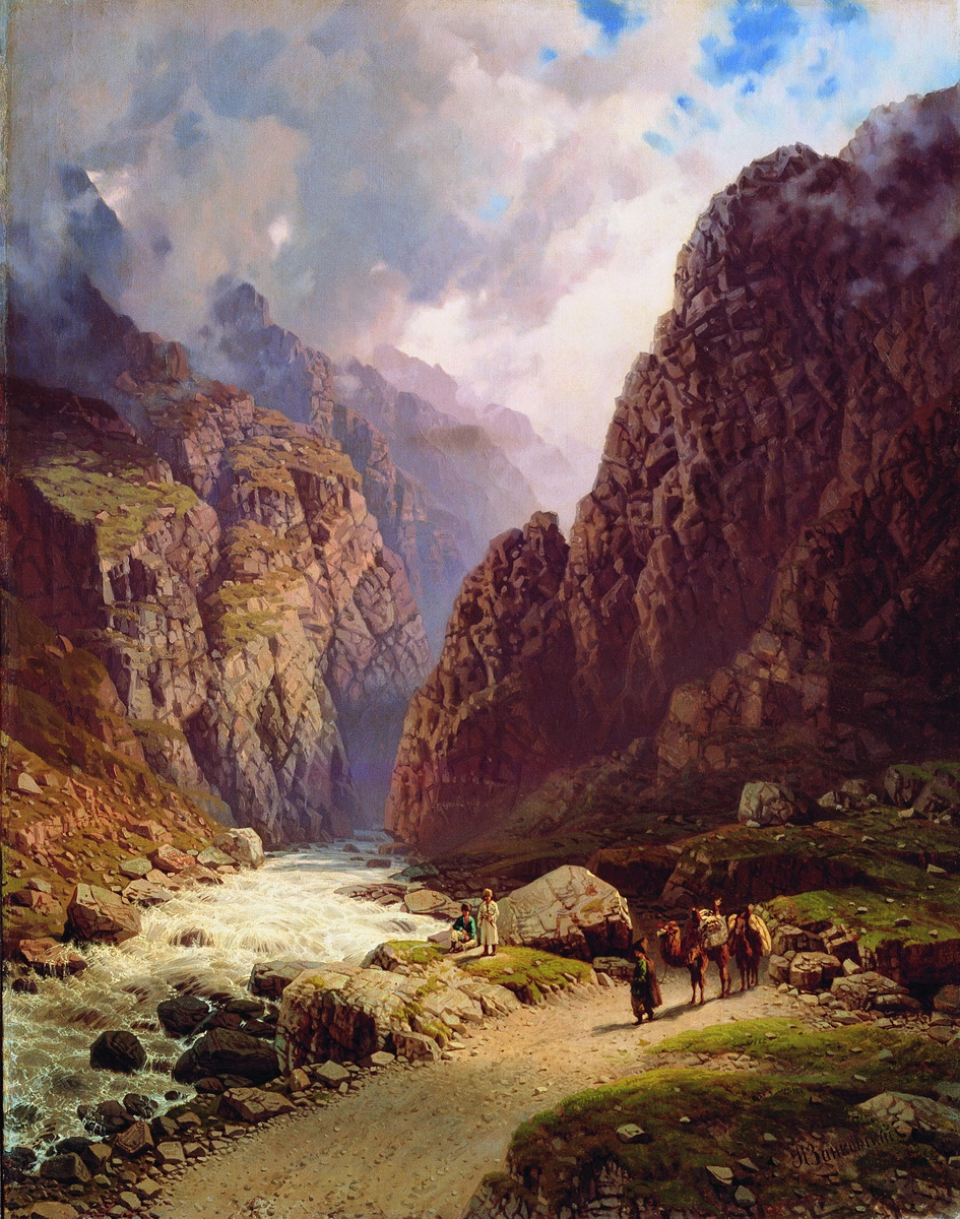
Дарьяльское ущелье
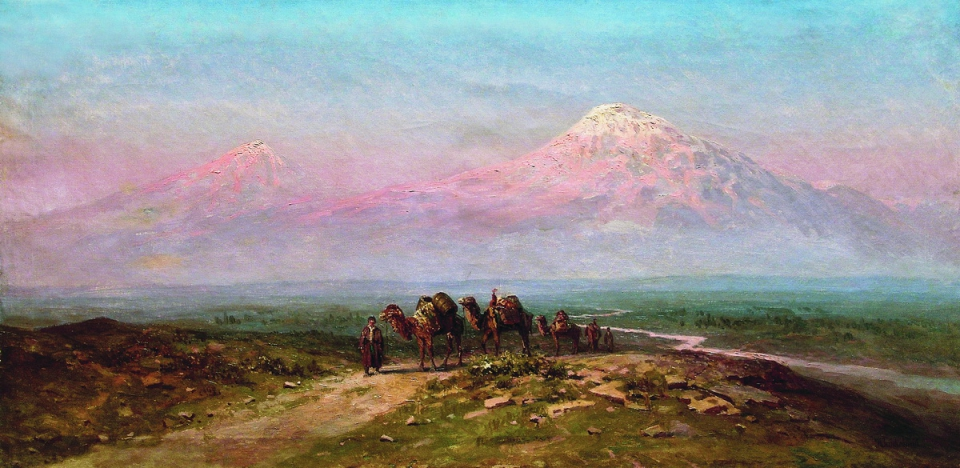
Вид на Арарат
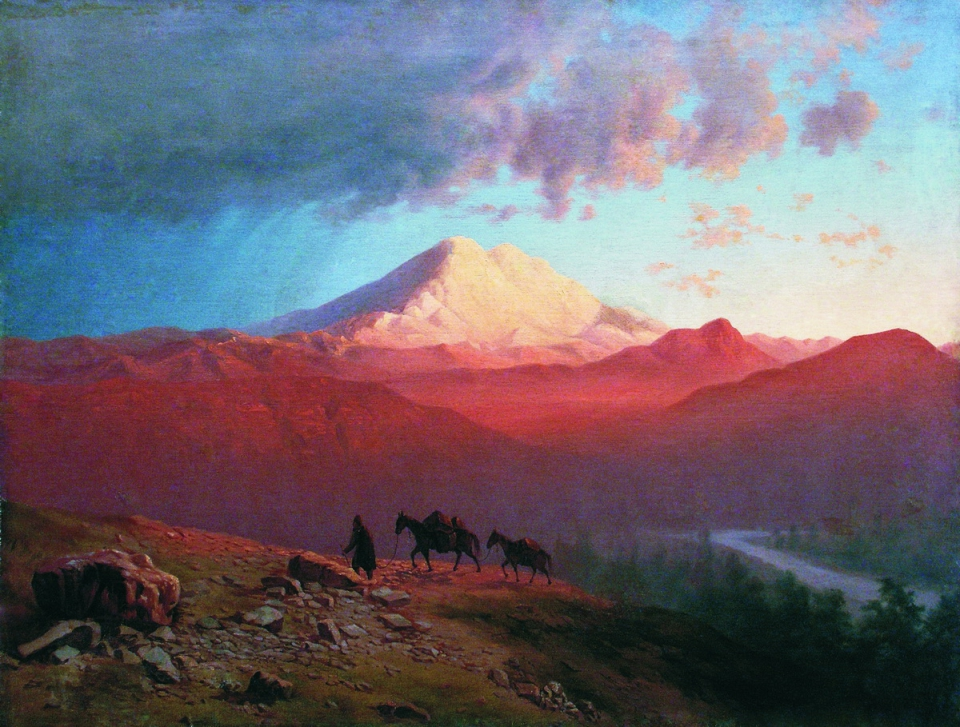
Эльбрус в закатном освещении
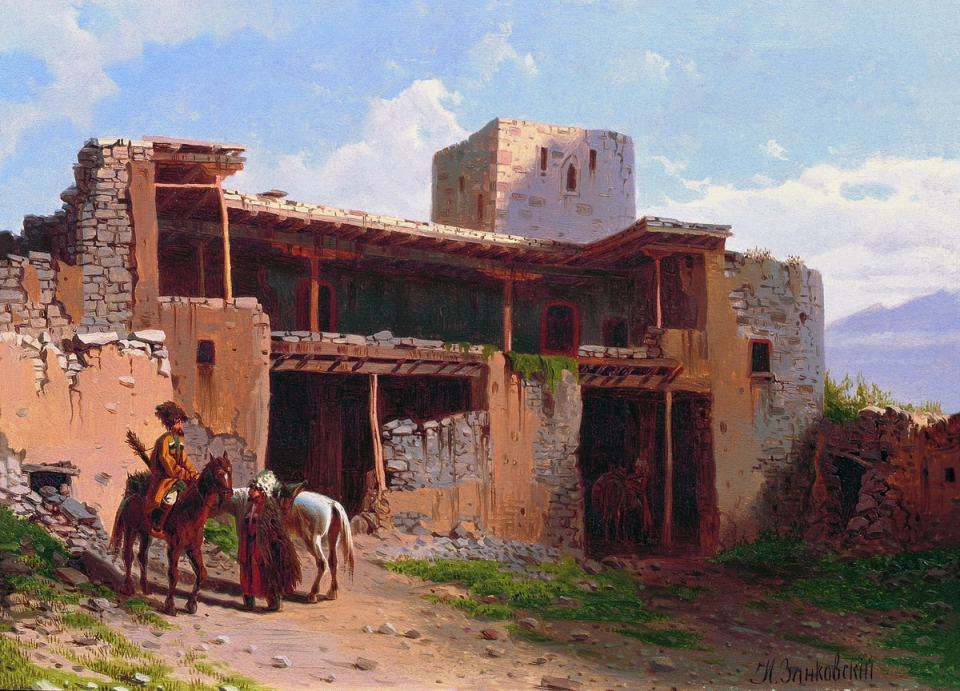
Сакля Шамиля
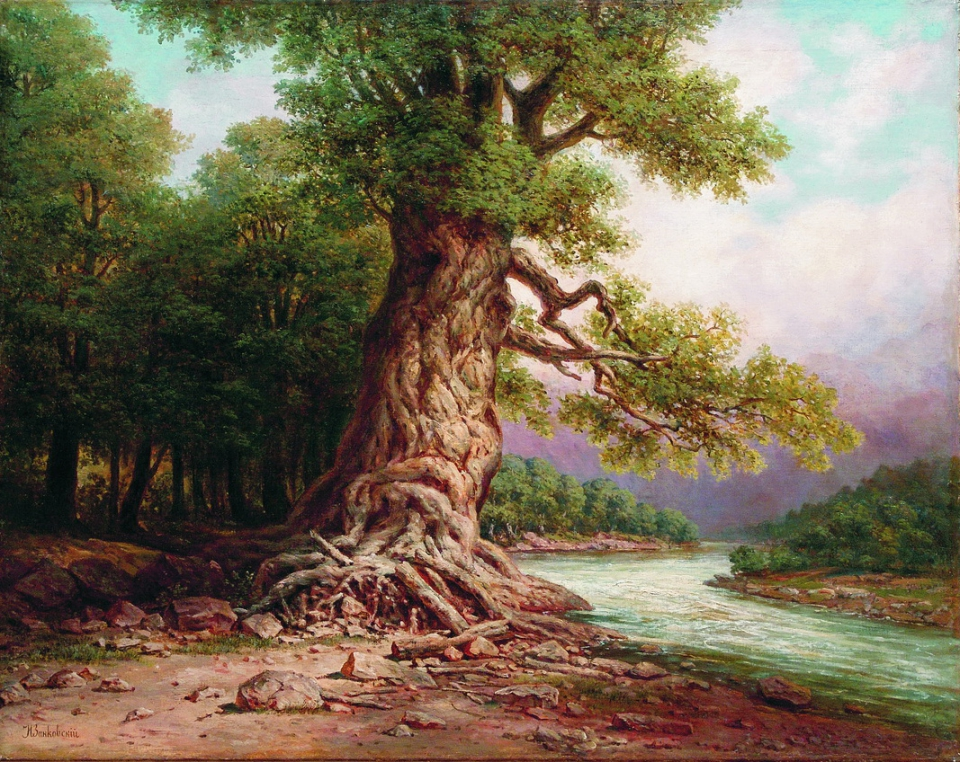
Старый дуб у реки
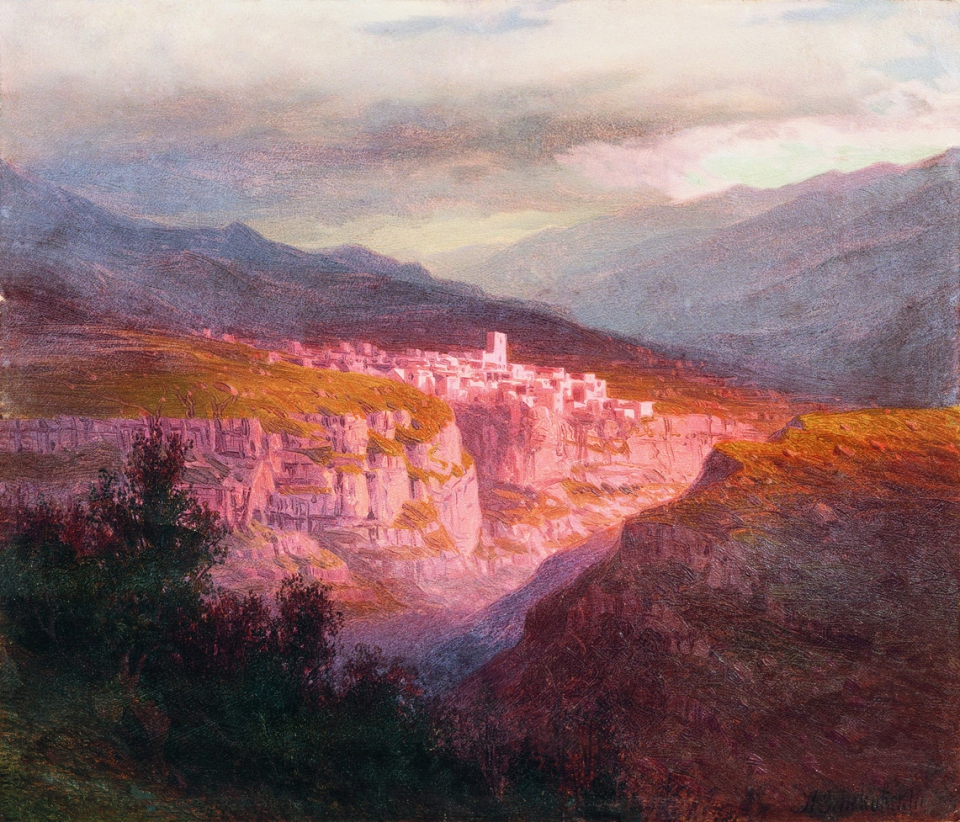
Гуниб
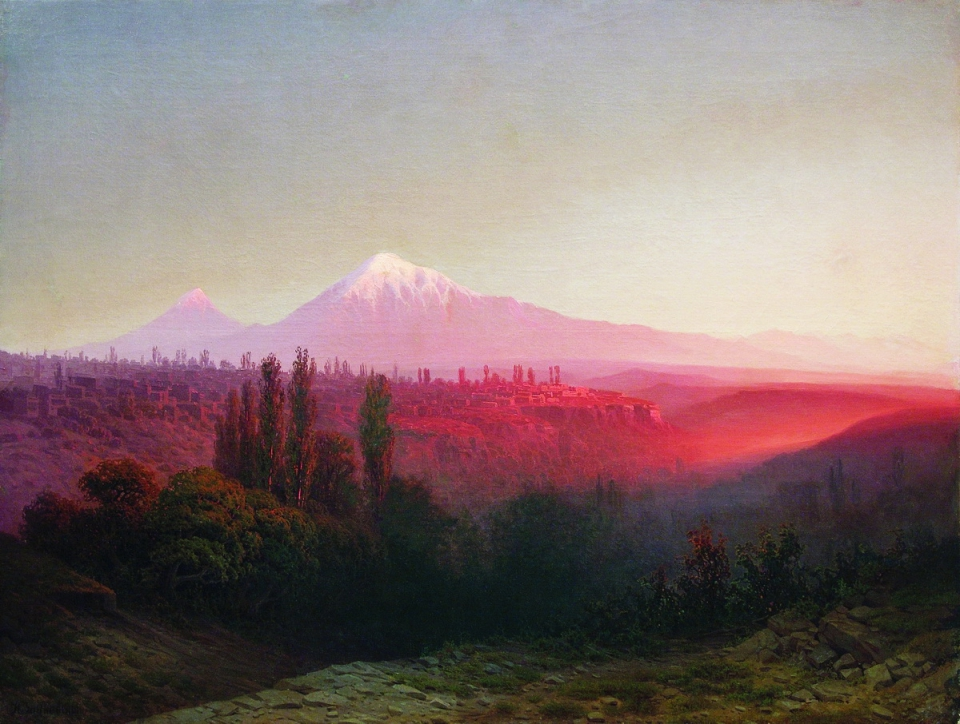
Горный пейзаж
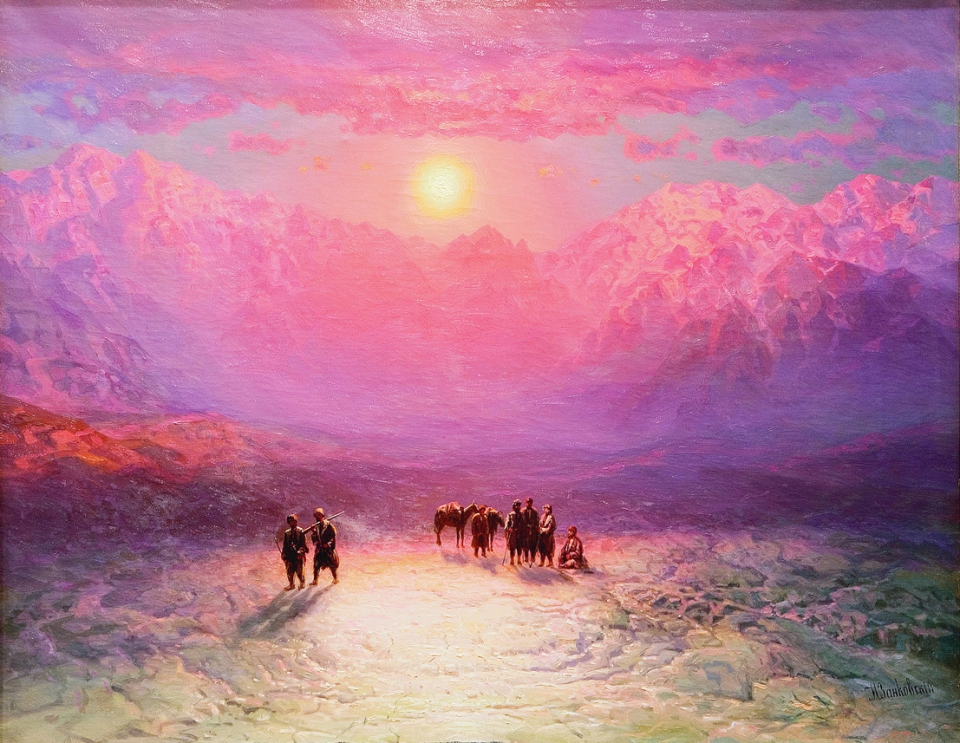
Ледник
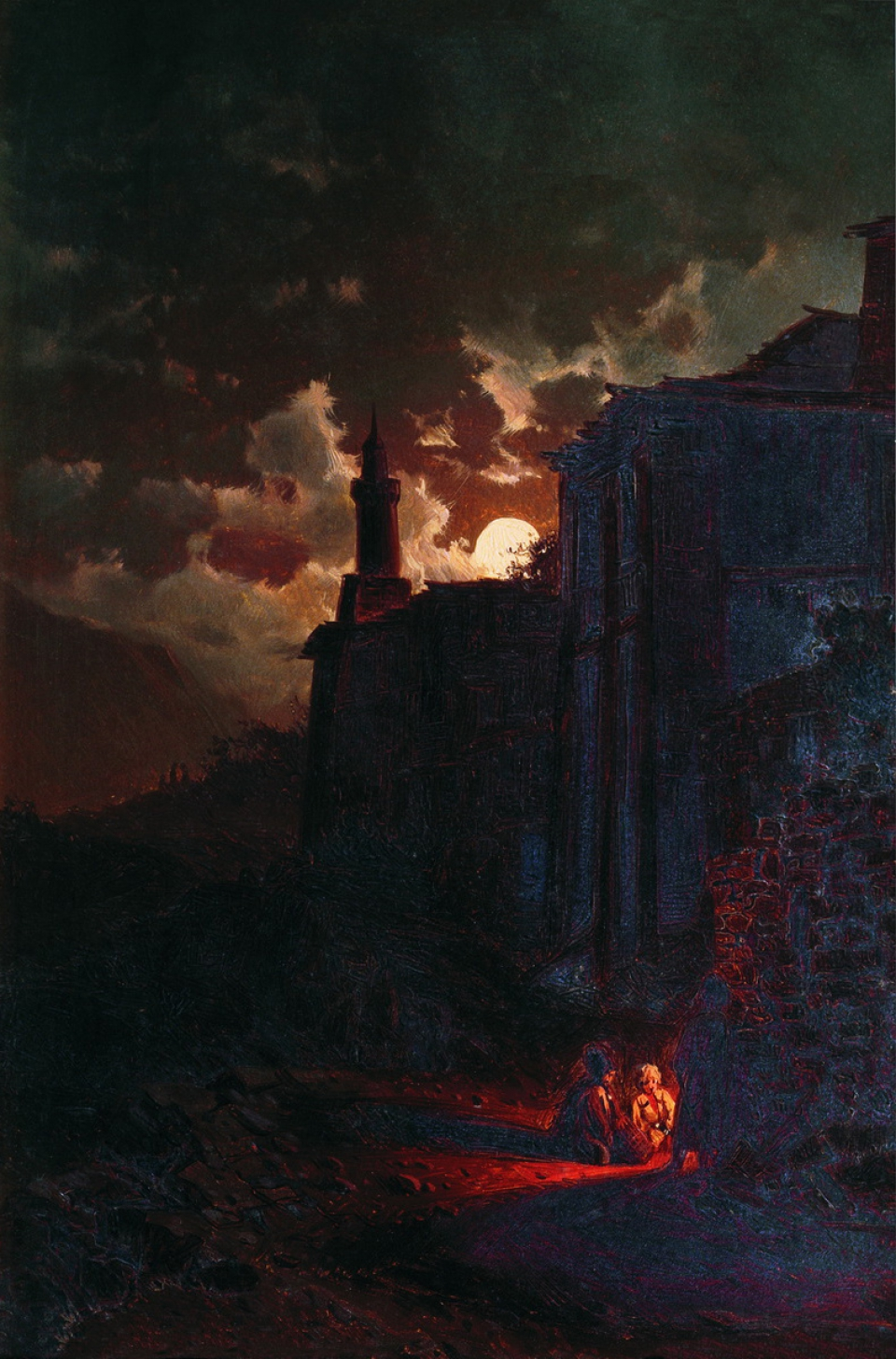
Лунная ночь
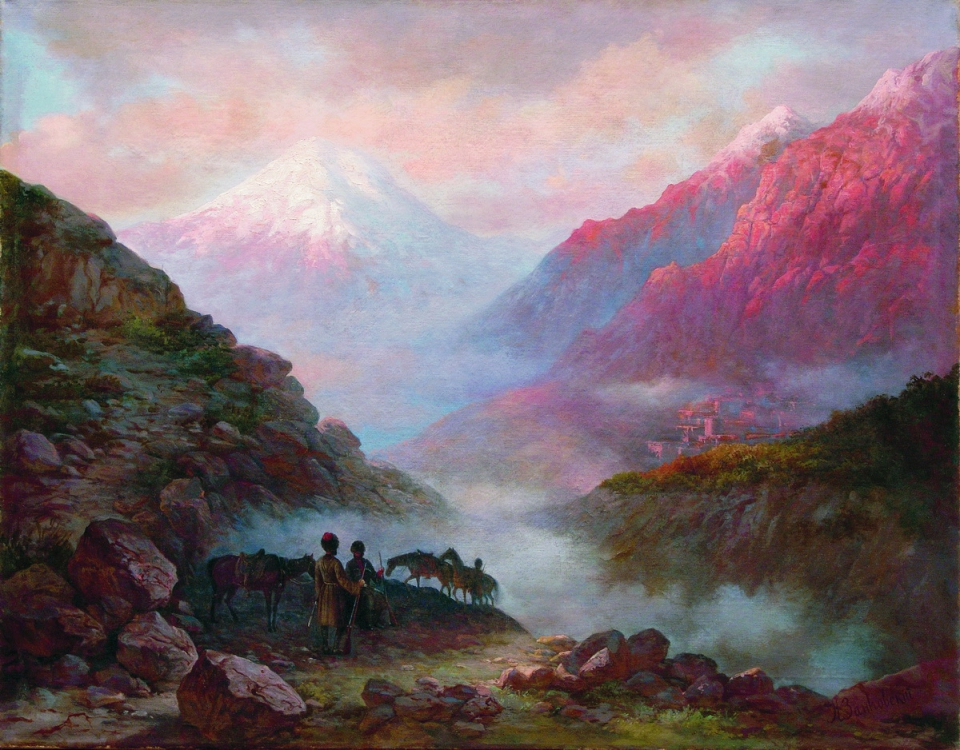
Казачий дозор в горах
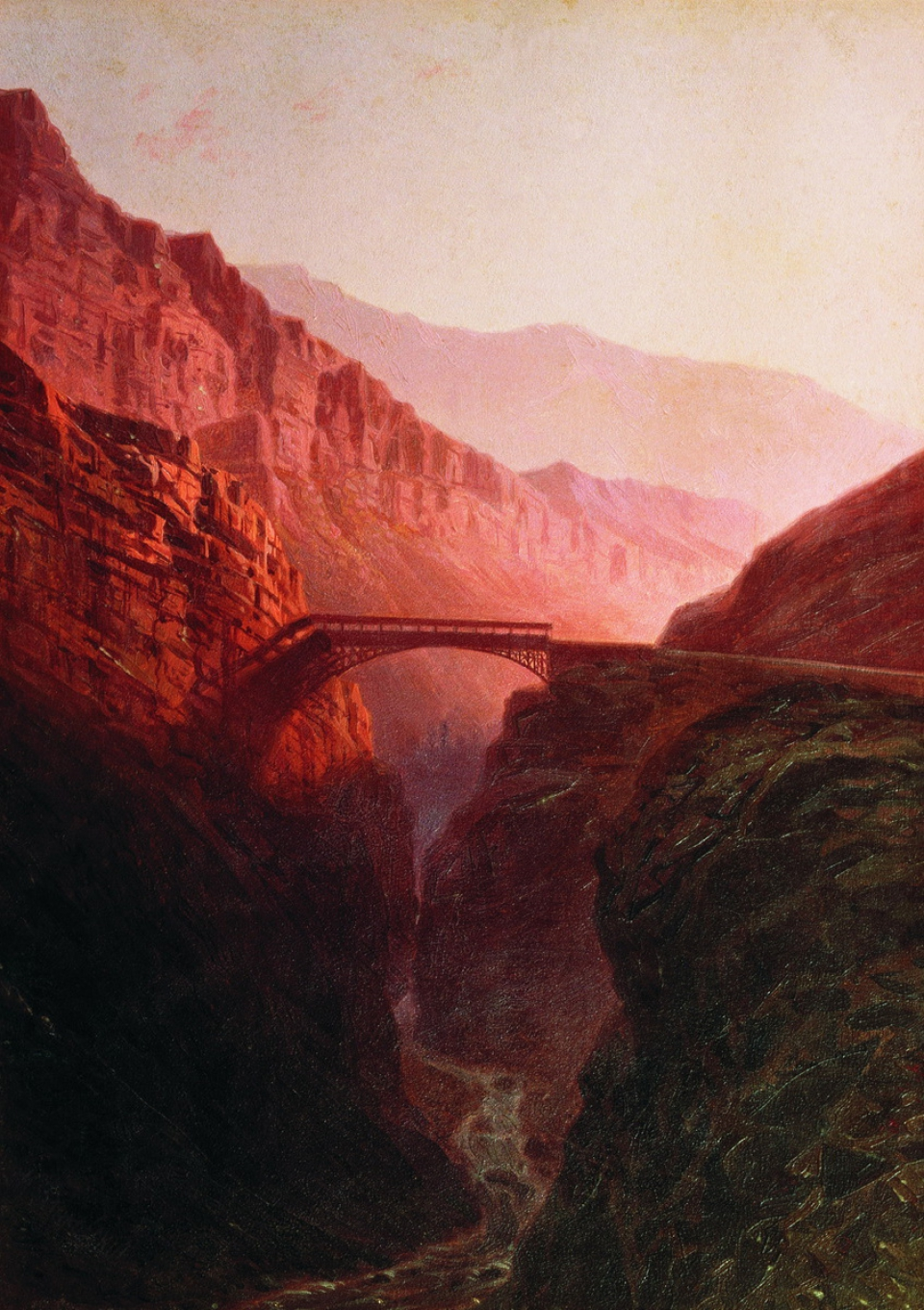
Салтынское ущелье близ Гуниба
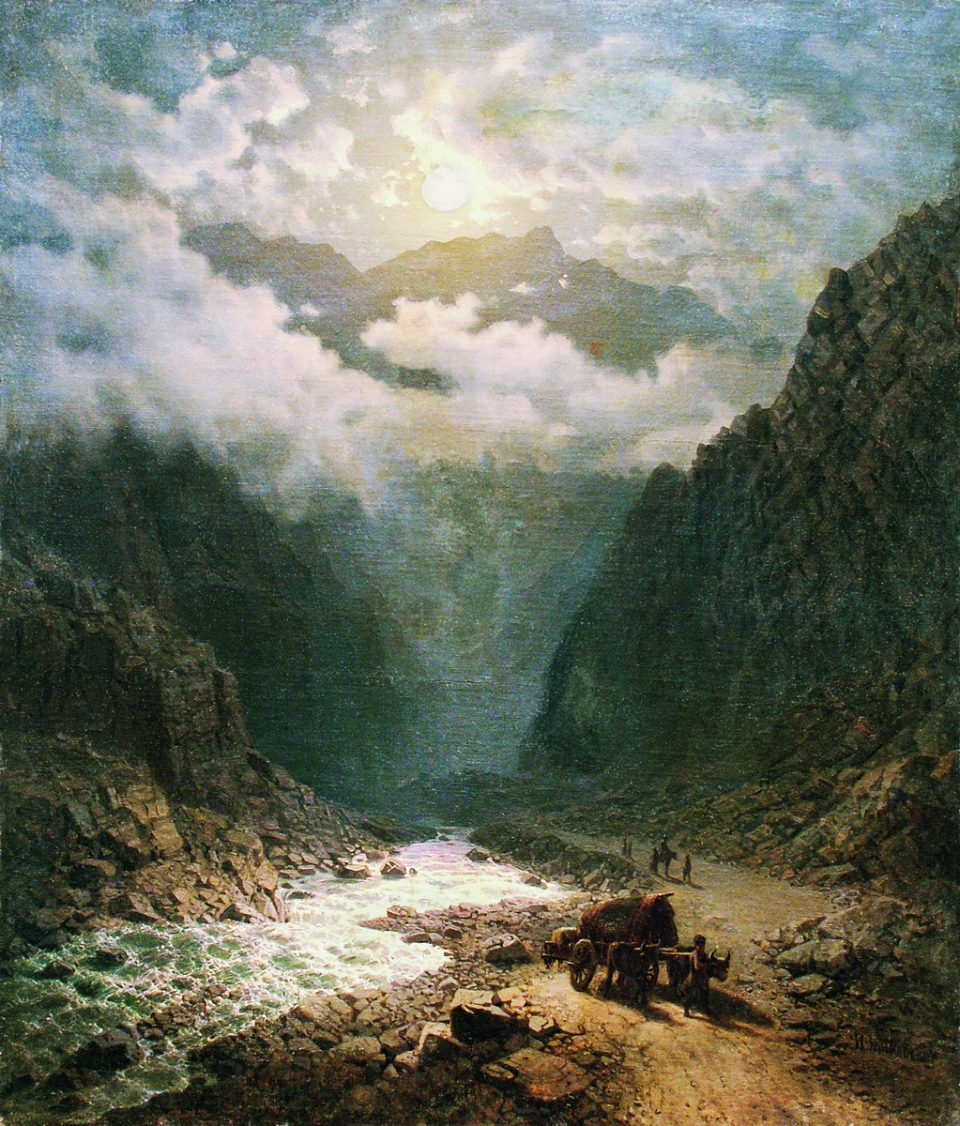
Река в ущелье.
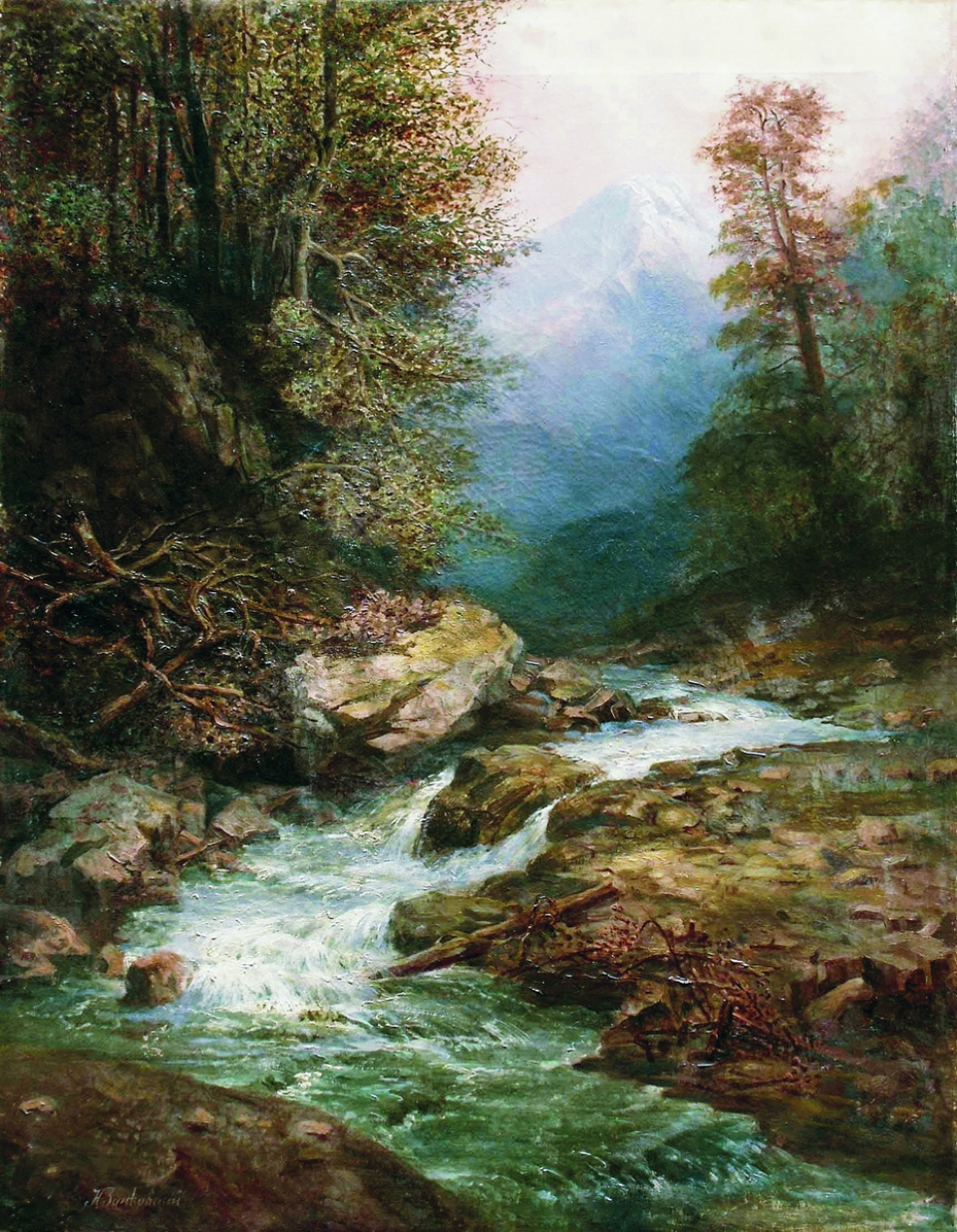
Горный ручей.
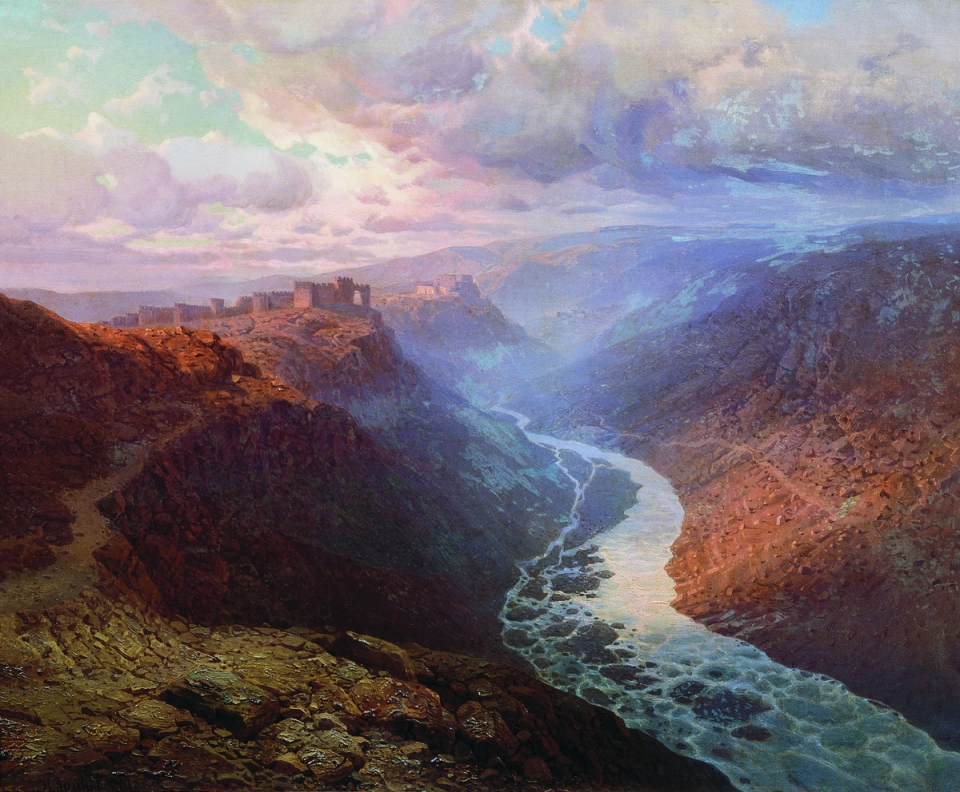
Горный пейзаж
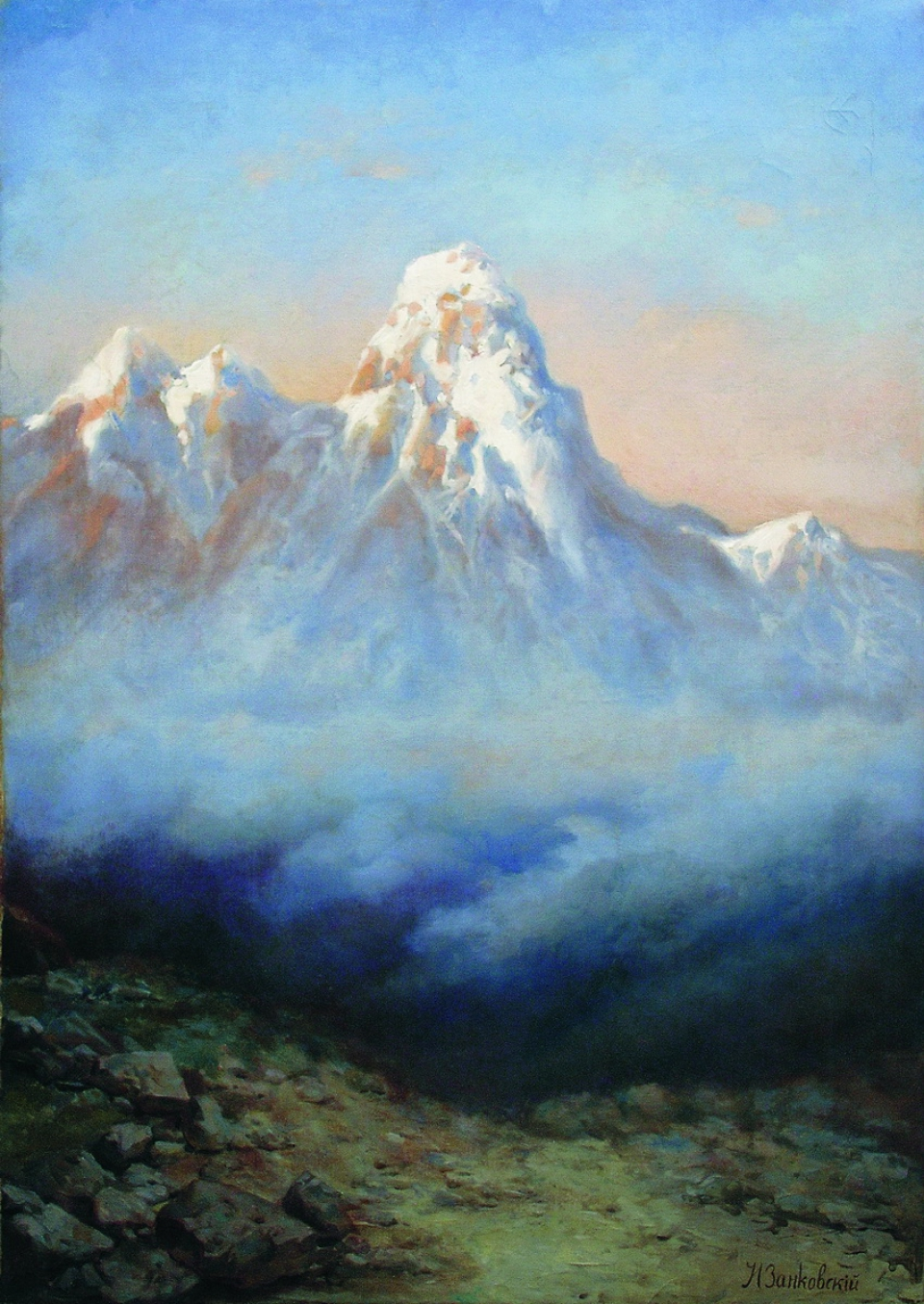
Горные вершины
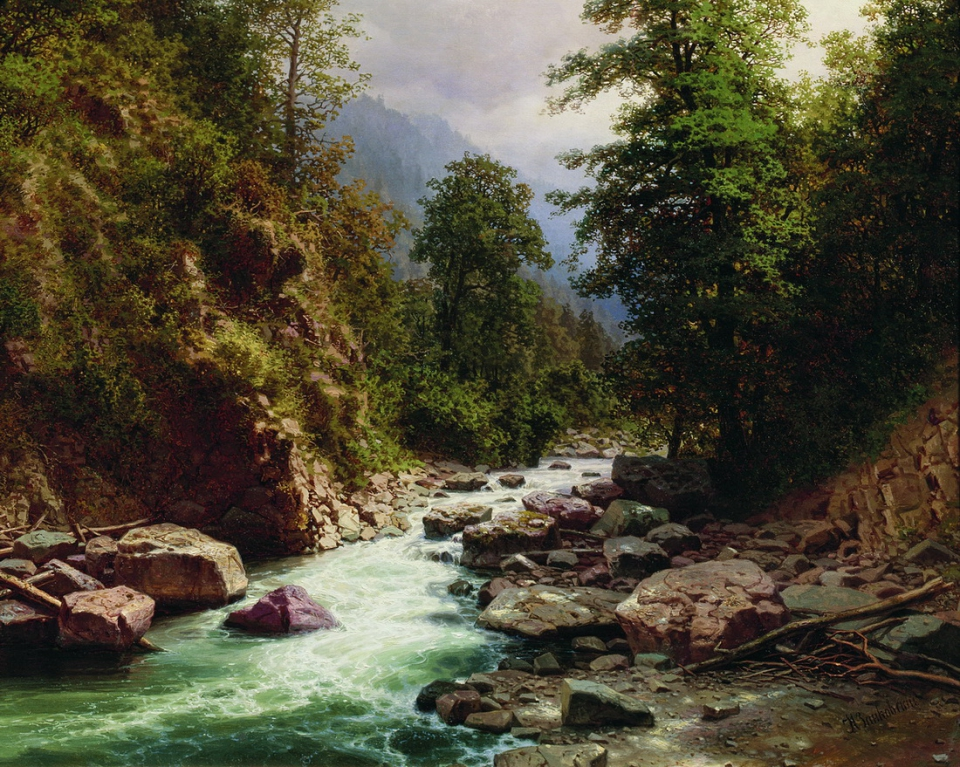
Боржомское ущелье